# USS LST-903
O USS LST-903 foi um navio de guerra norte-americano da classe LST que operou durante a Segunda Guerra Mundial.